# Voo Propair 420
O voo Propair 420 (PRO420) foi uma rota doméstica regular de voos de Montreal, Quebec, para Peterborough, Ontário. O voo foi realizado pela Propair, uma companhia aérea charter baseada em Rouyn-Noranda, Quebec, utilizando um Fairchild Metroliner SA226. Em 18 de junho de 1998, a aeronave sofreu um incêndio logo após a decolagem de Dorval e a tripulação optou por realizar um pouso de emergência no Aeroporto Internacional Montréal-Mirabel. O intenso calor do incêndio causou uma falha estrutural na asa esquerda durante o pouso e a aeronave caiu, resultando na morte de todos os 11 passageiros e tripulação a bordo.
A investigação conduzida pelo Conselho Canadense de Segurança dos Transportes revelou que os freios esquerdos do voo 420 haviam superaquecido durante a decolagem, causando um incêndio dentro do poço da roda que destruiu os sistemas de alerta, como resultado do qual a tripulação desconhecia a gravidade do incêndio, que posteriormente rompeu as tubulações hidráulicas e se espalhou para a asa esquerda.
Após o acidente, a TSB canadense emitiu várias recomendações, uma das quais foi à FAA sobre o treinamento da tripulação e o manual de voo, e outra foi para instalar um sistema de aviso de superaquecimento dentro dos poços de roda de cada Metroliner; antes do acidente, os sistemas de aviso não eram necessários em tais aeronaves.

## Voo
O Voo Propair 420 decolou do Aeroporto de Dorval (agora Aeroporto Internacional Montréal-Pierre Elliott Trudeau) às 07h01 EDT transportando 9 passageiros e 2 membros da tripulação. O voo foi fretado pela General Electric para transportar um grupo para uma instalação da GE em Peterborough, Ontário. Estava enevoado na época, com ventos fracos soprando do lado direito da aeronave. O voo 420 foi liberado para 16 000 pés.
Às 07h13, a tripulação do voo 420 informou à torre que havia uma diminuição na pressão hidráulica e solicitou o retorno ao aeroporto. A torre Dorval aceitou o pedido de retorno do voo 420 e ordenou a descida para 8 000 pés (2 400 m) e uma curva de 180 graus. Na ocasião, não havia indicação de que o voo estivesse em grave perigo.
Aproximadamente 30 segundos após o pedido de retorno do voo 420, começaram a ocorrer problemas de controle. A aeronave tornou-se mais difícil de controlar e um indicador de alerta mostrou que estava se desenvolvendo um problema no motor. 40 segundos depois, o sistema de aviso de superaquecimento da asa foi iluminado. Antes de a tripulação ter conduzido a lista de verificação para lidar com tal emergência, a luz de advertência se apagou. 5 minutos depois, o motor esquerdo parecia estar pegando fogo. Mais tarde, a tripulação desligou o motor.
A aeronave mal podia ser controlada pela tripulação; uma entrada anormal de aileron direito era necessária para manter a aeronave no rumo. A Torre Dorval sugeriu então que a tripulação se desviasse para o Aeroporto Internacional de Montréal-Mirabel. A tripulação concordou. O incêndio se intensificou e a tripulação pôde ver que o fogo estava saindo da nacele do motor. A tripulação então conduziu uma lista de verificação de emergência e configurou a aeronave para o pouso.
Às 07h23, a tripulação declarou que o incêndio na asa esquerda havia se extinguido. Entretanto, menos de quatro minutos depois, eles anunciaram que o incêndio havia começado novamente. A aeronave tornou-se mais difícil de controlar e até mesmo começou a rolar. A tripulação fixou o máximo de guarnição do ailerão. Enquanto o voo 420 estava em uma curta final, o trem de pouso foi colocado.
Quando o voo 420 estava próximo ao limite da pista, a asa esquerda gravemente danificada quebrou. A aeronave então girou 90 graus para a esquerda: o foi combustível derramado da aeronave e inflamado. A aeronave girou e caiu, vindo a parar no lado esquerdo da pista 24. Tanto os membros da tripulação quanto os nove passageiros a bordo morreram. Dois passageiros inicialmente sobreviveram ao acidente, mas acabaram morrendo devido aos seus ferimentos.

## Na Cultura Popular
O acidente foi apresentado na temporada 21 do Programa Mayday! Desastres Aéreos.